# Lulzim Zeqja
Lulzim Zeqja (ur. 30 grudnia 1978 w Tiranie) – albański aktor.

## Nagrody
Podczas Międzynarodowego Festiwalu Filmowego w Tiranie został w 2009 roku ogłoszony najlepszym aktorem za rolę w filmie Wschód, zachód, wschód.

## Filmografia

### Filmy
| Rok  | Tytuł                    | Rola       |
| ---- | ------------------------ | ---------- |
| 2003 | Lettere al vento         | Roberto    |
| 2004 | Bezksiężycowa noc        |            |
| 2005 | L’orizzonte degli eventi | Bajram     |
| 2006 | Eduart                   | Besnik     |
| 2009 | Miesiąc miodowy          | Lul Zeqja  |
| 2009 | Wschód, zachód, wschód   | Gimondi    |
| 2011 | Amnestia                 |            |
| 2017 | Woda dla róż             | narrator   |
| 2018 | Opowieść Expata          | Pablito    |
| 2018 | Delegacja                |            |
| 2019 | Van                      | przemytnik |
| 2021 | Cadillac i jeżyny        |            |
| 2021 | Une si ti                | Jetmiri    |

### Seriale
| Rok  | Tytuł          |
| ---- | -------------- |
| 2009 | Komuna paryska |